# Деян Алексич
Деян Алексич (на македонска литературна норма: Дејан Алексиќ) е деец на комунистическата съпротива във Вардарска Македония, югославски и македонски публицист и новинар.

## Биография
Роден е на 21 юни 1914 година в град Скопие, тогава в Кралство Сърбия, в сръбско семейство. Завършва Юридическия факултет на Белградския университет, където участва активно в македонското студентско движение като член на Културно-образователната асоциация „Вардар“ и МАНАПО. От 1939 година е член на Комунистическата партия на Югославия. Главен редактор и отговорен редактор е на вестник „Наша реч“, излизал в Скопие в 1939 – 1941 година, в който се публикуват и текстове на местно македонско наречие. В същото време от края на 1939 година е член на Градския комитет на Червена помощ и от 21 юли 1941 година е председател на адвокатските стажанти в Адвокатската камара в Скопие.
По време на Втората световна война в септември-октомври 1941 година е член на Местния военен щаб на Кумановската организация на КПЮ. След разпускането на кумановските партизански отряди през октомври 1941 година, Алексич е нелегален в Скопие. След предателство, е арестуван от българската полиция, лежи в затворите Главняча и Ада Циганлия в Белград до края на 1942 година.
От края на 1944 година в комунистическа Федерална Югославия е журналист на официоза вестник „Нова Македония“. В 1948 – 1949 година изпълнява длъжността директор на Информационното бюро на правителството на Народна република Македония и на представителството на Танюг в Скопие, а след това от 1947 година и редактор на външната политика на Танюг в Белград.
Умира в 2001 година в Белград.